# أوليسي ألدروفاندي
أوليسي ألدروفاندي (بالإيطالية: Ulisse Aldrovandi) ـ (11 سبتمبر 1522 ـ 4 مايو 1605) هو عالم إيطالي تخصص في التاريخ الطبيعي، وكان وراء إنشاء حديقة بولونيا النباتية (سنة 1568)، وهي إحدى أوائل الحدائق النباتية في أوروبا. عدّه كارل لينيوس والكونت دي بوفون أبًا لدراسات التاريخ الطبيعي، وكان أول من نحت مصطلح «جيولوجيا».
يُعرف في المصادر القديمة باسمه اللاتيني ألدروفاندوس (Aldrovandus)، كما يُكتب اسمه بالإيطالية أحيانًا هكذا: Aldroandi (ألدرواندي).

## روابط خارجية
- أوليسي ألدروفاندي على موقع الموسوعة البريطانية (الإنجليزية)
- أوليسي ألدروفاندي على موقع إن إن دي بي (الإنجليزية)